# فاي
فاي (بالسويدية: Faye Hamlin)‏ هي مغنية وعارضة سويدية، ولدت في 23 أكتوبر 1987 في ستوكهولم في السويد.

## وصلات خارجية
- الموقع الرسمي
- فاي على موقع IMDb (الإنجليزية)
- فاي على موقع ميوزك برينز (الإنجليزية)
- فاي على موقع ميوزك برينز (الإنجليزية)
- فاي على موقع ديسكوغز (الإنجليزية)